# 名越志保
名越 志保（なごし しほ、1967年5月17日 - ）は日本の女優、声優。東京都田無市生まれ。血液型はO型。文学座所属。明治大学文学部卒業。趣味ピアノ。

## 出演

### テレビアニメ
- ブレンパワード（1998年、アイリーン・キャリアー[3]）

### 劇場版アニメ
- 機動戦士ガンダム 特別版（2000年、イセリナ・エッシェンバッハ）

### テレビドラマ
- 臨場 続章 第1・2話（2010年4月7日・14日、テレビ朝日） - 松田佐保子 役

### 吹き替え

#### 映画
- イーナちゃんとテディベア（ママ〈グニッラ・レール〉）
- ダブル・ビジョン（チンファン〈レネ・リウ〉）
- ハーモニーベイの夜明け
- パトリオット（シャーロット・セルトン〈ジョエリー・リチャードソン〉）
- フォレストガンプ/一期一会（ジェニー〈ロビン・ライト〉）
- 許されざる者 ※テレビ朝日版

#### テレビドラマ
- ER緊急救命室（ドレイパー、ジョー、スコット、ケリー）
- おまかせアレックス（クラーク先生）
- カリフォルニア・ドリーム（ジェニー・ギャリソン〈ヘイディ・ノエル・レンハート〉）
- クリミナル・マインド FBI行動分析課 シーズン2:#21
  - シーズン5:（メグ）#15
  - シーズン6:（シェリー・チェンバレン（ケリー・ウィリアムズ））
- 犯罪捜査官ネイビーファイル（ウィリアムス）
- 不思議なオパール（ダーリーン）
- ブロードチャーチ〜殺意の町〜（エリー・ミラー（オリヴィア・コールマン））※DVD版

#### アニメ
- ファインディング・ドリー（スタンの奥さん（ケイト・マッキノン））
- モデルエージェンシー（リンダ）
- 思い出のマーニー

### CD
- 歌人の心情を詠んで偲ぶ。覚えておきたい短歌150選（朗読）

### 舞台
- お〜い幾多郎（寿美）
- 桃花春
- 花咲くチェリー(イゾベル)
- 驟雨(朋子)
- アラビアン・ナイト
- 廃墟(せい子)
- 中橋公館
- 女は遊べ物語
- 野鴨(ギーナ)
- かどで
- 冬
- 雪
- 釣堀にて
- 名は五徳
- 少年山荘
- 赤ひげ[4]
- リンス・リピート -そして、再び繰り返す-[5]

### 映画
- MIRRORLIAR FILMS Season8「ラの#に恋をして」（2025年12月公開予定）[6]